# سطيف

مسجد العتيق، أحد معالم مدينة سطيف

سطيف ( بالأمازيغية: ⵙⵟⵉⴼ ) مدينة وبلدية وهي عاصمة لدائرة وولاية جزائرية بنفس الاسم، وهي من أهم مدن الشرق الجزائري، عُرفت بأكثر من اسم عبر التاريخ، منها سيتيفيس وأزديف. تقع في هضاب الجهة الشماليّة الشرقيّة للجزائر في جنوب جبال الأطلس التلي، وتُشرف على هضبة جبال مقرس وبابور.

## لمحة عن المدينة
مدينة سطيف بلدية تقع في الشمال الشرقي الجزائري، شرق العاصمة الجزائرية، (مدينة الجزائر)، بولاية سطيف، وهي مركز الولاية، وهي إحدى أهم ولايات الجزائر من حيث الكثافة السكانية، ومكانتها الاقتصادية، كما تعرف بنشاطاتها الثقافة المكثفة، والفعاليات الفكرية، والدينية، والفلسفية، وهي مدينة نظيفة، وجميلة، وتشتهر بسطيف العالي، عاصمة الهضاب العليا، مدينة عين الفوارة.

## التسمية
«أزديف»، «سيتيفيس»، و«سطيف» كلها تسميات لمنطقة سطيف التاريخية.

## جغرافيا

### الموقع
توجد، مدينة سطيف، بولاية سطيف، والتي تقع شمال شرق البلاد، على ارتفاع حوالى 1096متر، فوق سطح البحر، وعلى بعد 300 كلم، شرق الجزائر العاصمة، في جبال الاطلس التلى، على هضبات جبل مقرس.

## جيولوجية
تقع مدينة سطيف قي منطقة تمتاز باختلاف كبير قي تكويناتها الجيولوجية سواء من حيث العمر، الطبيعة، أو من حيث الانتماء إلى الوحدات البنيوية، وهذا ما توضحه الخريطة الجيولوجية للمدينة، حيث توجد ثلاث مجموعات رئيسية هي:
- تكوينات العصر الرباعي والتي تنقسم إلى ثلاثة أنواع:

1. تكوينات حديثة: تتمثل في كل من الطمي، الغرين، الحصى، توجد بالقرب من الأودية الرئيسية، حيث النحت لا يزال نشطا، وهذه الترسبات تتسع وتشكل مجموعة من المساحات بالقرب من هذه الأودية خاصة على طول وادي بوسلام.
2. تكوينات غير محددة: تتشكل من ترسبات المنحدرات، الطمي والغرين، وتشكّل أراضي صالحة للزراعة، تنشر على طول الأودية الرئيسية على شكل السنة. وتكون في بعض الأحيان مجموعة عن السهول الصغيرة، أهمها سهل فرماتو.
3. تكوينات قديمة: تتمثل قي الكلس البحيري وقشور من الفيلاقرونشيان مع خاصية تتميز بها لهضاب العليا السطايفية.

- تكوينات العصر الثالث تكوينات البليوسينية القارية: تتمثل في الرمل، الحصر الطمي والكلس. تتواجد على شكل شريط عريض في الجهة الشرقية، يضيق غربًا مع بعض التفرعات شمالًا وجنوبًا. وتشكل هذه التكوينات القاعدة التي تتموضع عليها مدينة سطيف.
- تكوينات تلية

1. تكوينات البيريسيان واللوتيسيان السفلي: تتمثل قي كلس أبيض مع كسور من السيليس الأسود. يتواجد في نطاقات ضيقة شمال المدينة
2. تكوينات الكامباني العلوي والماسترخي السفلي عبارة عن كلس أبيض وصوان أسود يتواجد غرب المدينة (هضبة شوف لكداد) وجزء يتوسط سهل فرماتو .

## تاريخ المدينة

### ما قبل التاريخ
يقع شرق مدينة سطيف موقعي عين الحنش وعين بوشريط وهما من من عصور ما قبل التاريخ [الفرنسية] يرجع تاريخهما إلى ما يصل إلى 2,4 مليون سنة (Ma)

### الفترة الفينيقية
تأسست مدينة سطيف على يد الفينيقيين حوالي القرن السادس. عُثر على شواهد المولك الفينيقية في المدينة تعود إلى القرن الثلاث قبل الميلاد.

### الفترة النوميدية

سيتيفيس ومملكة ماسيسيليا أو نوميديا الغربية

واختلفت الأقوال حول ما إذا كانت سطيف تابعة لمملكة ماسينسا أو مملكة سيفاكس، والأرجح أنها كانت تابعة لمملكة ماسيسيل النوميديّة. بالقرب من سطيف قام يوغرطة بحملته وخسر ضد ماريوس عام 105 قبل الميلاد. ُنقل على إثرها إلى روما حيث تم إعدامه في سجن توليانوم. لم يُعثر على بقايا من هذه الفترة. كانت المدينة صغيرة تحت حكم الملوك النوميديين.

### الفترة الرومانية

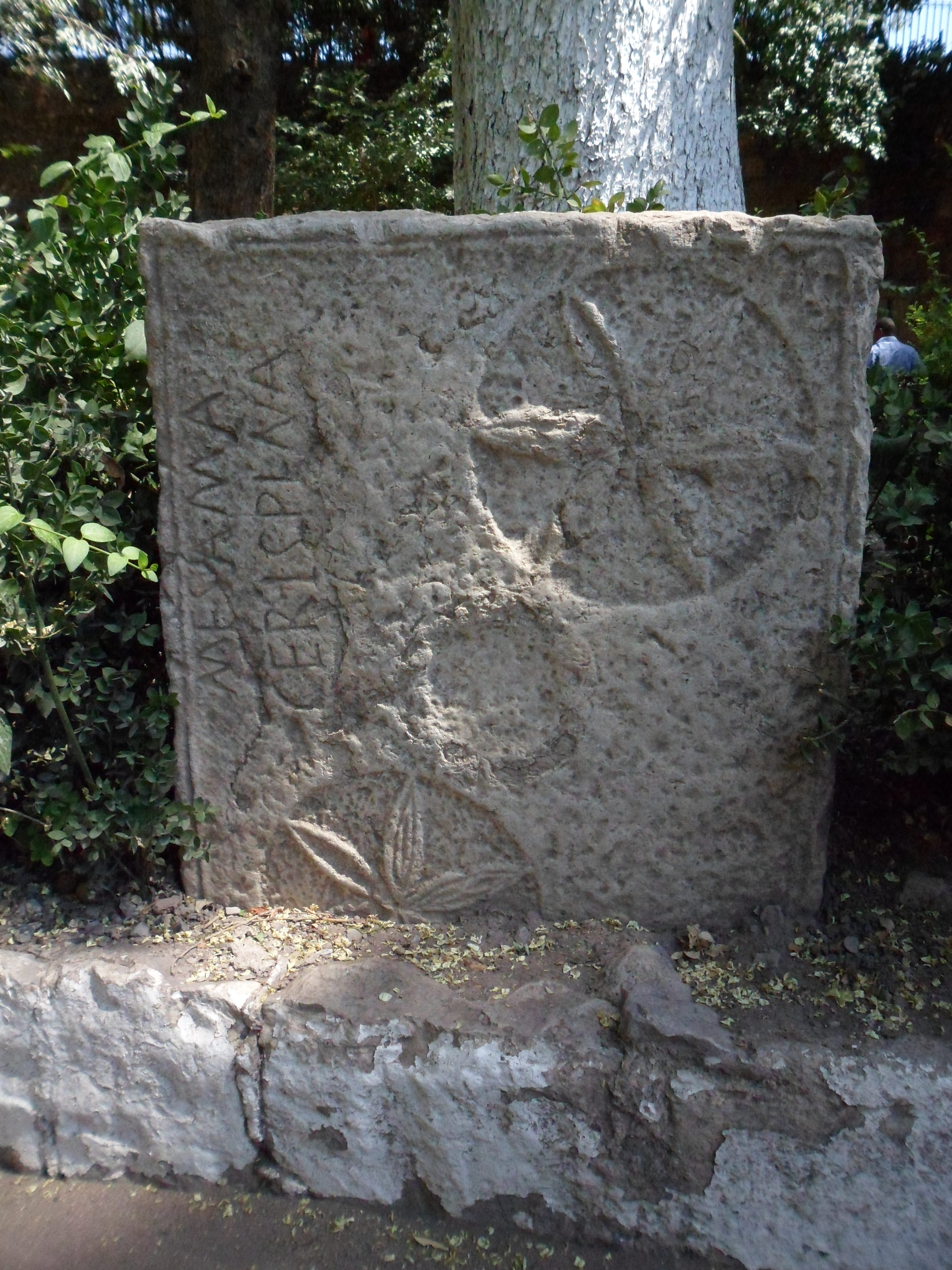
أحجار رومانية بكلمات لاتينية في حدائق سطيف

أسس الرومان سيتيفيس في عهد نيرفا (96 إلى 98 م) مستعمرةً لقدامى المحاربين. على الرغم من عدم وجود مبانٍ معروفة في هذه الفترة، إلا أنه عثر خلال عملية التنقيب في الستينيات على مقبرة تحتوي على قبور من أوائل المستعمرات.
وقد أصبحت سطيف عاصمة للموريطانيا السطايفية من سنة 293م إلى أن أسس الإمبراطور البيزنطي موريكيوس عام 585 م مقاطعة «موريتانيا بريما» وسحق «موريطنيا سيتيفينسيس» القديمة.
اهتم الرومان بسطيف نظرا لموقعها الجغرافي الممتاز الذي يسيطر على السهول والهضاب العليا الشاسعة والغنية بالقمح، وتوفرها على حقول كبيرة للمياه الجوفية، وموقعها الإستراتيجي عند سفح جبل بابور، التي كانت مناسبة للمقاومة ونقطة انطلاق للثورات ضد الرومان.
ولهذه الأسباب قرر الإمبراطور «نيرفا» سنة 97 م إنشاء مستعمرة لقدماء الجيش في موقع «سيتيفيس» والتي أطلق عليها عدة تسميات منها: كولونيا نيرفانيا، كولونيا أوغيسطا، كولونيا مارطاليس، كولونيا فيتيرنانة، ستيفانسيوم سيتيفيس.

#### موريطانيا السطايفية

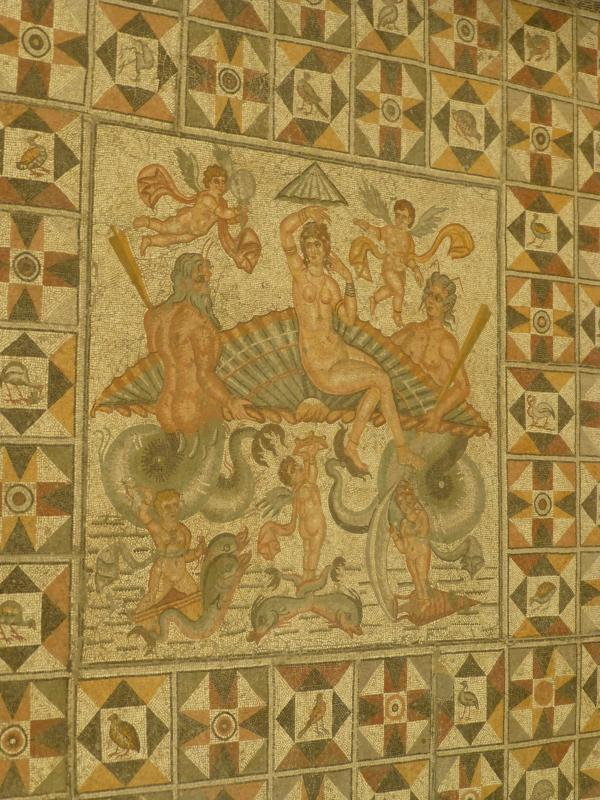
فسيفساء رومانية مع فينوس تظهر بمتحف سطيف

وفي بداية التوسع العمراني للرومان اتخذوا من «سيتيفيس» و«كويكول» مراكز عسكرية تطورت فيما بعد لتصبح مدنا، وبنهاية القرن الثالث الميلادي ارتقت مدينة سطيف لتصبح عاصمة لموريطانيا السطائفية. والتي مكنتها من استقلالية إدارية انعكست على الجانب الاقتصادي في صبغة محلية ودولية أوصلها إلى التحكم في التبادل التجاري وبخاصة الحبوب.
ومن أجل تثبيت أقدام الاستعمار الروماني وفرض سيطرته، تم إنشاء مراكز للحراسة تسمى:
«كاستيلا» أو«كاستيلوم» عبر جميع المستعمرات ومنها سطيف التي يوجد فيها عدة مراكز للحراسة هي:
- كاستيلوم فارطانيانس (قصر الأبطال)
- كاستيلوم ديانانس (سيدي مسعود - قجال)
- كاستيلوم ثيب (ملول - قلال)
- كاستيلوم (بئر حدادة)
- كاستيلوم لوبيرينانس (المعفر-صالح باي)
- بالإضافة إلى أخرى في حمام قرقور، عين الروى كمركزين للحراسة على البوابة الشمالية للمدينة.

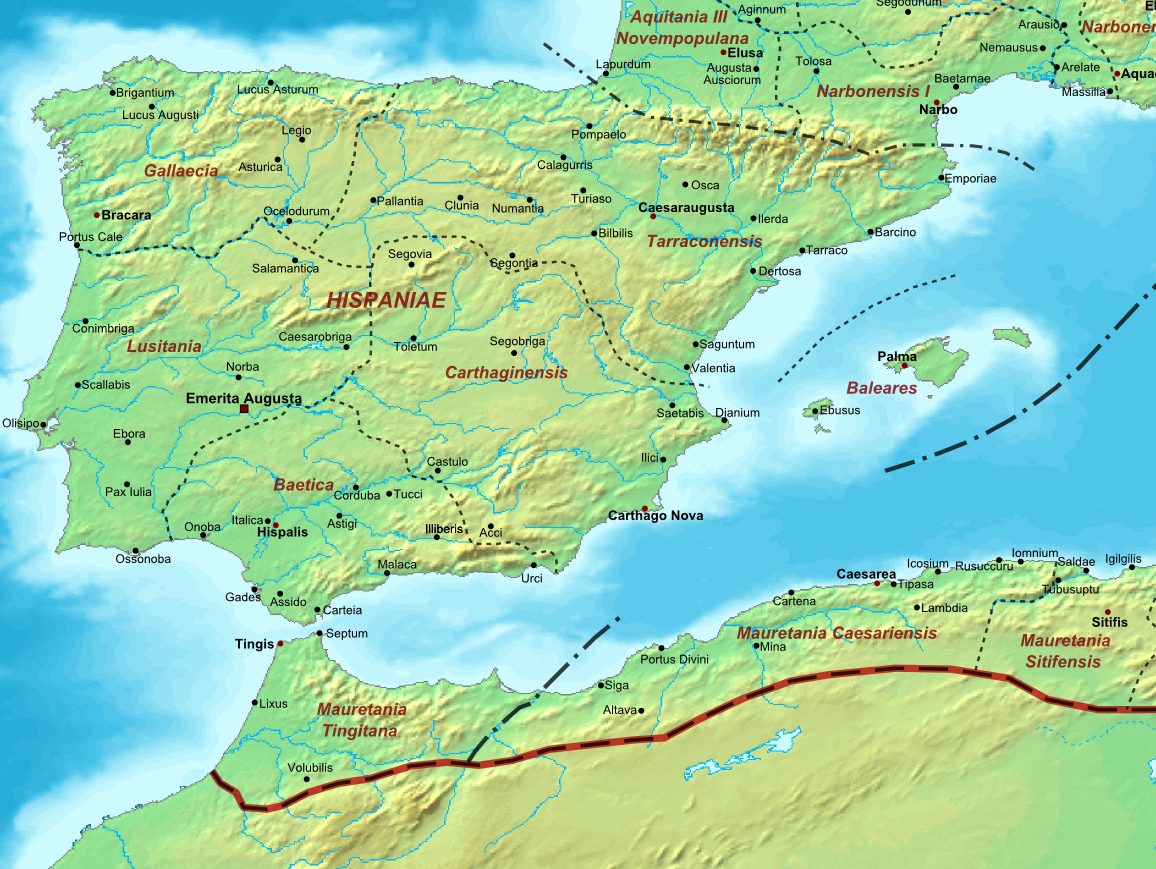
موريطانيا السطايفية شرق إفريقيا الشمالية

هذا التحصين الأمني لم يسمح إلا بسيطرة نسبية على الأمن والسلم الروماني في إفريقيا الشمالية، حيث تزعزعت الدولة الرومانية سنة 235 م وعرفت بعدها اخطر الأزمات الاجتماعية والاقتصادية والسياسية التي أدت بانتفاضات وثورات عبر كل إفريقيا الشمالية، وأشهرها ثورة «فيرميس» واخيه «جيلدون» والتي ساهم فيها أهالي وسكان سطيف بصفة كبيرة وفعالة.[بحاجة لمصدر]
ونظرا لخطورة الوضع ومواجهة الوضع المتردي قرر الإمبراطور «ديوكرتيان» سنة 297 م تقسيم موريطانيا القيصرية إلى ناحيتين: موريطانيا القيصرية وموريطانيا ستيفانيس.
وباعتراف«قسطنطين الأول» سنة 306 م بالمسيحية دينا للدولة شهدت سيتيفيس وكويكول خاصة حركة عمرانية مميزة تمثلت في أحياء مسيحية كحي الكنائس بسطيف، لكن هذا التطور العمراني الجديد وهذه الإجراءات المتخذة لم تفلح في إيقاف الفقر والتدهور الاقتصادي، وبذلك استمرت الثورات خاصة بعد الزلزال العنيف الذي ضرب سطيف وهدمها عن آخرها 6/5 سنة 419 م حيث يصف القديس «أوغيستان» هذه الكارثة قائلا: «لقد كانت الهزات عنيفة إذ أن السكان أرغموا بالبقاء خارج بيوتهم طيلة 5 أيام».
بني على الطرف الشمالي الغربي من المدينة بازيليكتين مسيحيتين عظيمتين في نهاية القرن الرابع، زُينت مرة أخرى بفسيفساء رائعة، وتأسست أسقفية في هذا الوقت.
كان في المدينة حمام تحصينات صنع السكان نقوشًا للأباطرة وهي ممارسة حدثت في القرن الرابع مع ظهور المسيحية.
كان للمدينة أيضا «سيرك» (Circus). أكد الموقع التقريبي بالصور الجوية القديمة أن 90% من السيرك قد بني الآن. فقط النهاية الجنوبية المنحنية تبقى مرئية. كان المسار الذي كان مرئيًا على شكل حرف U بطول 450 مترًا. وعرض 70 م.

### فترة الواندال
غزا الوندال المدينة وهذا سنة 429 م عندما قاموا بعبور مضيق جبل طارق واتجهوا شرقا نحو قرطاج. ودام هذا العهد وهذا الاحتلال إلى غاية سنة 539 م. لا توجد معلومات ما حدث للمدينة في ظل حكم الوندال،

### الفترة البيزنطية
حين بدأ العهد البيزنطي باحتلال العميد «سالمون» للمدينة وقام بترميمها - لأنها دمرت على إثر الزلزال ولم يبق إلا عدد قليل من السكان - وجعلها عاصمة لإقليم موريطانيا الأولى. وقد شيد بها القلعة البيزنطية التي لا يزال سورها الغربي والجنوبي قائما إلى الآن والتي تشهد وتدل على أن البيزنطيين ركزوا على الجانب الدفاعي بحيث أنهم حصنوا المدن ودعموها بمراكز حراسة متقدمة في كامل المنطقة.
ي القرن السادس، كانت المسيحية هي الدين الرئيسي، مع وجود قوي للدوناتية. تحت الوندال كانت المدينة الرئيسية في منطقة تسمى «زابا». كانت لا تزال عاصمة المقاطعة (المسماة «موريتانيا بريما») تحت الحكم البيزنطي وكانت آنذاك مكانًا ذا أهمية إستراتيجية. خضعت المنطقة للسيطرة البيزنطية لفترة قصيرة شهدت إدخال المذاهب الأرثوذكسية إلى المدن الدوناتية والكاثوليكية الرئيسية في إكسرخسية إفريقيا

### الفترة الإسلامية
في عام 647 بعد الميلاد، بدأت أول رحلة استكشافية للمسلمين إلى إفريقيا وبحلول نهاية هذا القرن، بدأ تعمير المنطقة. في الواقع، دمّر عقبة بن نافع سيتيفيس جزئيا في غارة عام 680 ميلادية، عندما احتلت قواته في مكان قريب من صالداي (بجاية حاليًا)، في الوقت الذي قاتل للوصول إلى المحيط الأطلسي. انتهى عهد سيتيفيس البيزنطي. بحلول عام 702 م، فُتحت المنطقة بالكامل من قبل الخلافة الأموية.
أجريت حفريات من 1977 إلى 1982 بالقلعة البيزنطية - حديقة التسلية - كشفت لأول مرة عن وجود حي إسلامي يعود تاريخه إلى القرنين 9 و 10 م يعكس بداية العمارة الإسلامية ويؤكد ما وصفه الجغرافيون والمؤرخون العرب خلال القرون الوسطى على أن المدينة كانت في أوج تطورها وازدهارها حيث كانت نقطة عبور لنشاط تجاري مكثف، ويتمثل فيها المستوى العمراني الإسلامي في تجمع عدد كبير من المنازل مخططة ومربعة الشكل، كل منزل له فناء مركزي وأربع جهات نظمت على شكل أجنحة تحيط بالفناء وتتمثل هذه الأجنحة في قاعة الاستقبال، غرفة النوم، المطبخ، الإسطبلات... إلخ.
ووفقًا لخليفة عبد الرحمن، فإن نتائج هذه الحفريات مثيرة جدًا للاهتمام: «لم تكن المدينة مهجورة تمامًا فبقايا الحمامات الحرارية كانت تستخدم مأوى عرضي للرجال. والماشية. يقال إن تطوير المدينة الإسلامية قد حدث شمال القلعة البيزنطية.»
أظهرت هذه الحفريات أن المنازل الإسلامية الأولى قد بنيت مع إعادة استخدامات الأحجار المقصوصة والموقواة على وجوهها الداخلية بالحصى المرتبطة بالتراب المدك. يشير تأريخ الكربون 14 إلى فترة ما بين 655 و 970. كشفت الحفريات عن تسعة مبانٍ يرجع تاريخها إلى عام 810 (في زمن الأغالبة) و 974 (في عهد الخلافة الفاطمية). عُثر على قطعة نقود معدنية للخليفة الفاطمي المعز بقشرة خزفية مجسمة في اليوم الثالث. ووفقًا لخليفة عبد الرحمن، فإن الشيء المهم هو أن الحفريات تمكنت من تحديد نمط سكان القرن العاشر والحادي عشر لهذه المنطقة، مع غرف أطول مما كانت عليه.

#### الدولة الأغلبية

الأغالبة

ذكرها اليعقوبي في القرن التاسع الميلادي في كتاب البلدان «ومدينة يقال لها: سطيف بها قوم من بني أسد بن خزيمة عمال من قبل ابن الأغلب، ومدينة يقال لها بلزمه، أهلها قوم من بني تميم وموالي لبني تميم وقد خالفوا على ابن الأغلب في هذا الوقت.»

#### الدولة الفاطمية
عرفت مدينة سطيف، اهتماماً خاصاً من قبل الفاطميين، ويقال بأنه في المذهب الإسماعيلي، يعتبرون، مدينة سطيف، مدينة مقدسة،
في عام 987 جمع المنصور بن يوسف، صاحب إفريقيّة، عساكره وسار إلى كتامة قاصدا حربها، فكان لا يمرّ بقصر ولا منزل إلّا هدمه، حتّى بلغ مدينة سطيف، وهي كرسيّ عزّهم، فاقتتلوا عندها قتالا عظيما، فانهزمت كتامة، وهرب أبو الفهم إلى جبل وعر فيه ناس من كتامة يقال لهم بنو إبراهيم.

#### الحمادية
وفي عهد الخليفة «الناصر» شهدت عاصمة الحماديين تغييرا عمرانيا هاما جعل منها مقصد كل سكان المغرب خاصة بعد سقوط«القيروان» في يد «الهلاليين»، كما نشير في عهده إلى توسيع المساجد وبناء القصور، ورغم انتقال الخلافة إلى مدينة بجاية بقيت القلعة تلعب دورها كمدينة هامة في المغرب الأوسط، وابتداء من 1105 م - حكم الخليفة العزيز - بدأت القلعة تفقد مكانتها خاصة بعد حصار الهلاليين لها وهجرة سكانها إلى مدن مجاورة، وتم القضاء عليها نهائيا من طرف الموحدين في عهد «عبد المؤمن بن علي» الذي جهز جيشا ضخما وزحف على كل معارضيه وقضى عليهم، وقد شهدت سطيف أغلب المعارك.

#### الموحّدون

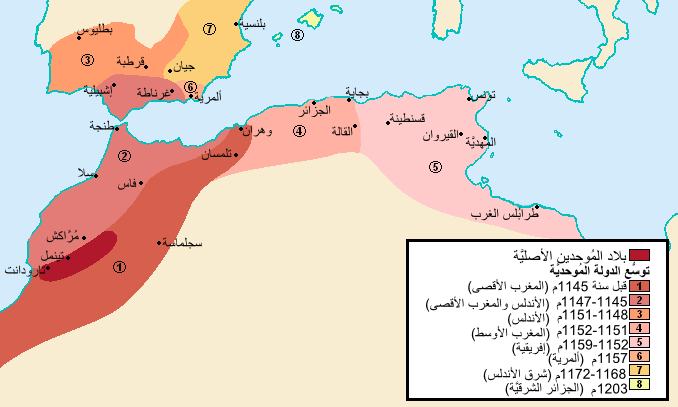
الدولةالموحدية

في مايو 1153 م، كانت الحرب بين عسكر عبد المؤمن والعرب عند مدينة سطيف، وسبب ذلك أنّ العرب، وهم بنو هلال والأبتح وعديّ ورياح وزعب، وغيرهم من العرب، لمّا ملك عبد المؤمن بلاد بني حمّاد اجتمعوا من أرض طرابلس إلى أقصى المغرب، وقالوا: إن جاورنا عبد المؤمن أجلانا من المغرب، وليس الرّأي إلّا إلقاء الجدّ معه، وإخراجه من البلاد قبل أن يتمكّن.فعزموا على قتاله. وساروا في عدد لا يحصى، وكان عبد المؤمن قد رحل من بجاية إلى بلاد المغرب، فلمّا بلغه خبرهم جهّز جيشا من الموحّدين يزيد على ثلاثين ألف فارس، واستعمل عليهم عبد اللّه بن عمر الهنتانيّ، وسعد اللّه بن يحيى، وكان العرب أضعافهم، فاستجرّهم الموحّدون، وتبعهم العرب إلى أن وصلوا إلى أرض سطيف، بين جبال، فحمل عليهم عسكر عبد المؤمن، فجاءه والعرب على غير إستعداد، والتقى الجمعان، واقتتلوا أشدّ قتال وأعظمه، فانجلت المعركة عن انهزام العرب ونصرة الموحّدين. وترك العرب جميع ما لهم، فأخذ الموحّدون جميع ذلك، وعاد الجيش إلى عبد المؤمن بجميعه، فقسّم جميع الأموال على عسكره، وترك النّساء والأولاد تحت الاحتياط، ووكّل بهم من الخدم الخصيان من يخدمهم ويقوم بحوائجهم، وأمر بصيانتهم، فلمّا وصلوا معه إلى مرّاكش أنزلهم في المساكن الفسيحة، وأجرى لهم النّفقات الواسعة، وأمر عبد المؤمن ابنه محمّدا أن يكاتب أمراء العرب، ويعلمهم أنّ نساءهم وأولادهم تحت الحفظ والصّيانة، وأمرهم أن يحضروا ليسلّم إليهم أبوه ذلك جميعه، وأنّه قد بذل لهم الأمان والكرامة. لمّا وصل الكتاب إلى العرب سارعوا إلى المسير إلى مرّاكش، فلمّا وصلوا إليها أعطاهم عبد المؤمن نساءهم وأولادهم وأحسن إليهم وأعطاهم أموالا جزيلة، فاسترقّ قلوبهم بذلك، وأقاموا عنده، وكان بهم حفيّا، واستعان بهم.
وصفها ياقوت بن عبد الله الحموي في القرن الثالث عشر الميلادي في معجم البلدان «سَطِيفُ:بفتح أوّله، وكسر ثانيه ثمّ ياء مثناة من تحت، وآخره فاء: مدينة في جبال كتامة بين تاهرت والقيروان من أرض البربر ببلاد المغرب، وهي صغيرة إلّا أنها ذات مزارع وعشب عظيم، ومنها خرج أبو عبد الله الشيعي داعية عبيد الله المسمى بالمهدي.»

#### العثمانيون

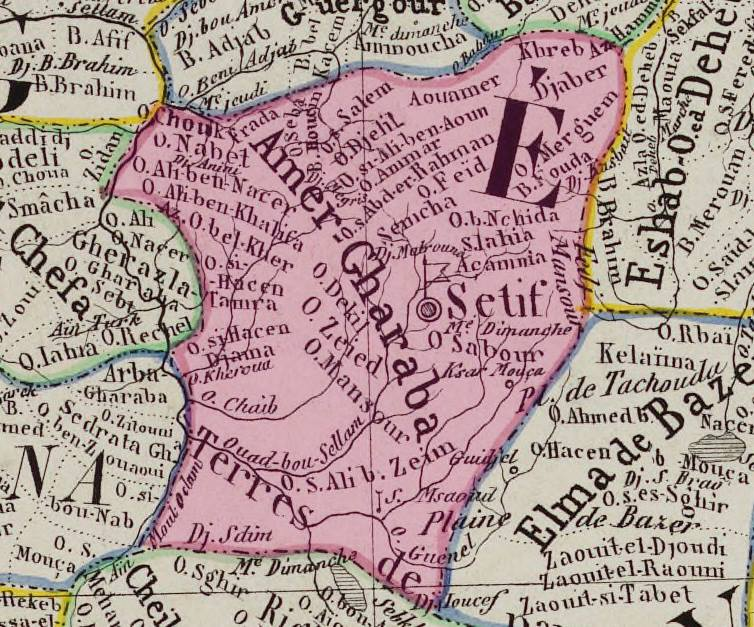
قبائل عامر الغرابة

في العهد العثماني، شهدت مدينة سطيف، اهتمامًا كبيرًا من قبل العثمانيين، وعرفت، تطورا ملحوظا، حيث وجد بحديقة التسلية ببلية سطيف حي إسلامي، وقد شهدت المدينة عدة معارك كبرى بين باي تونس وباي قسنطينة في العهد التركي.
نجد بأن العمائر العثمانية متعددة في مدينة سطيف، حيث نجد بعض الزوايا المتواجدة في المنطقة، وكذلك مسجد العتيق الواقع وسط المدينة، ومسجد أبو ذر الغفاري، المتواجد بالمدينة، فهما يمتدان، إلى العهد العثماني، وخاصة مئذنتهما، اللتان، ما زالتا، تشهد إلى اليوم عبقرية الفن الإسلامي.

### عهد الاستعمار الفرنسي

شعار المدينة خلال الاستعمار

بلغ الجنرال «غالبوا» موضع سطيف يوم 15 ديسمبر 1848 م وانسحب إلى جميلة حيث ترك بعض القوات التي تعرضت للهجوم في 16 ديسمبر 1838 والأيام التالية. في يونيو 1839، عاد للاستيلاء على آثار سطيف، وفي 28 أكتوبر 1839، ظهر مرة أخرى وأسس بشكل نهائي مؤسسة هناك لكبح ثورة الجزائريين، بمساعدة أعوان الأمير عبد القادر. في 15 أكتوبر 1840 صدر مرسوم لتشكيل التقسيم الإقليمي لمنطقة سطيف. في 11 فبراير 1847، صدر مرسوم ملكي بإنشاء المدينة الأوروبية ومنحها مساحة قدرها 2509 هكتار. وفي 21 نوفمبر 1851 صدر مرسوم بتاريخ بتعيين مفوض مدني هناك.
انتهج الاستعمار سياسة عنصرية اتجاه الأهالي، فقد انتزعت منهم أراضيهم وسلمت للأوربيين وكذلك جميع الامتيازات الأخرى، وساعدت البنوك الكبرى والشركات العقارية الرأسمالية هذه العملية، وكانت النتيجة الطبيعية تدهور معيشة المواطنين مما أدى إلى نشوب ثورات وحركات مسلحة أهمها ثورةالمقراني سنة 1871 م والتي مست جزءا كبيرا من منطقة سطيف.
هذه ونشير إلى أن المدينة لم تشهد توسعا عمرانيا كبيرا إلا في عام 1918 م – بعد الحرب العالمية الأولى - وقد استرجعت مدينة سطيف أهميتها من الناحية الإستراتيجية خاصة حين اتخذها الاستعمار مركزا لبسط نفوذه على بقية المناطق والدليل وجود عمارة أوروبية ذات طابع حديث نوعا ما في مدينة سطيف - خاصة وسط المدينة -. واستمر الحال كذلك حتى بدأت حركة الوعي تنتشر بعد تأسيس جمعية العلماء المسلمين الجزائريين خاصة أن أحد مؤسسيها من منطقة سطيف - كما يذكر أن الشيخ ابن باديس قد جاء إلى مدينة سطيف متخفيا ومكث بعض الوقت وكان يبيت في منزل بمنطقة المعدمين الخمسة - لجنان -.
ومع مرور الوقت اكتسب سكان سطيف وعيا سياسيا - خاصة بعد تأسيس الأحزاب السياسية الحديثة ذات الاتجاه الاستقلالي وظهور الكشافة الإسلامية الجزائرية التي أسسها الشهيد«محمد بوراس» وأول من أدخلها - الكشافة - إلى سطيف هو الشهيد «حسان بلخير» وهذا سنة 1938 م وأسس أول فوج سماه فوج الحياة بعد كل هذه المعالم جاءت الظروف لتبرهن عما يختلج من صدق وحماس في ضمير كل وطني غيور على وطنه ودينه ولغته وقوميته وكانت مجازر 8 ماي 1945 حيث بدأت المظاهرات السياسية المطالبة بالحرية والاستقلال وتحقيق الوعود المعسولة، ورد الحقوق الشرعية للشعب فكان رد الاستعمار حاسما حازما بشعا مأساويا.

## المناخ
سطيف لديها مناخ شبه جاف (BSk وفق تصنيف كوبن للمناخ). صيفها حار وجاف، بينما شتاءها بارد مع هطول أمطار منخفضة معتدلة.

نظرًا لموقع سطيف في الهضاب العليا على ارتفاع متوسط 1096 مترًا (3596 قدمًا)، فهي واحدة من أبرد المناطق خلال فصل الشتاء في الجزائر. تشهد الولاية بشكل متكرر تساقط ثلوج سنوي يصل إلى 40 سم. تعد الفيضانات المفاجئة نادرة ولكنها حدثت مؤخرًا في فصلي الربيع والخريف. الصيف حار إلى حد ما حيث تكون موجات الحرارة الشديدة شائعة في حوالي شهر يوليو حيث يمكن أن تصل درجات الحرارة في بعض الأحيان إلى 40 درجة مئوية (104 درجة فهرنهايت).
| البيانات المناخية لـسطيف          | البيانات المناخية لـسطيف | البيانات المناخية لـسطيف | البيانات المناخية لـسطيف | البيانات المناخية لـسطيف | البيانات المناخية لـسطيف | البيانات المناخية لـسطيف | البيانات المناخية لـسطيف | البيانات المناخية لـسطيف | البيانات المناخية لـسطيف | البيانات المناخية لـسطيف | البيانات المناخية لـسطيف | البيانات المناخية لـسطيف | البيانات المناخية لـسطيف |
| الشهر                             | يناير                    | فبراير                   | مارس                     | أبريل                    | مايو                     | يونيو                    | يوليو                    | أغسطس                    | سبتمبر                   | أكتوبر                   | نوفمبر                   | ديسمبر                   | المعدل السنوي            |
| --------------------------------- | ------------------------ | ------------------------ | ------------------------ | ------------------------ | ------------------------ | ------------------------ | ------------------------ | ------------------------ | ------------------------ | ------------------------ | ------------------------ | ------------------------ | ------------------------ |
| الدرجة القصوى °م (°ف)             | 21.5 (70.7)              | 21.6 (70.9)              | 28.0 (82.4)              | 29.1 (84.4)              | 38.4 (101.1)             | 39.3 (102.7)             | 40.4 (104.7)             | 40.2 (104.4)             | 39.0 (102.2)             | 33.0 (91.4)              | 26.4 (79.5)              | 21.8 (71.2)              | 40.4 (104.7)             |
| متوسط درجة الحرارة الكبرى °م (°ف) | 10.0 (50.0)              | 11.7 (53.1)              | 15.0 (59.0)              | 17.4 (63.3)              | 23.5 (74.3)              | 29.4 (84.9)              | 33.4 (92.1)              | 32.9 (91.2)              | 27.2 (81.0)              | 21.7 (71.1)              | 14.7 (58.5)              | 10.7 (51.3)              | 20.6 (69.2)              |
| متوسط درجة الحرارة الصغرى °م (°ف) | 1.3 (34.3)               | 1.9 (35.4)               | 4.1 (39.4)               | 5.8 (42.4)               | 10.7 (51.3)              | 15.3 (59.5)              | 18.7 (65.7)              | 18.9 (66.0)              | 14.8 (58.6)              | 10.8 (51.4)              | 5.3 (41.5)               | 2.3 (36.1)               | 9.2 (48.5)               |
| أدنى درجة حرارة °م (°ف)           | −10.5 (13.1)             | −8.3 (17.1)              | −5.5 (22.1)              | −4.5 (23.9)              | −1.3 (29.7)              | 1.1 (34.0)               | 8.0 (46.4)               | 8.0 (46.4)               | 4.5 (40.1)               | 0.6 (33.1)               | −5.5 (22.1)              | −8.7 (16.3)              | −10.5 (13.1)             |
| الهطول مم (إنش)                   | 36.7 (1.44)              | 25.6 (1.01)              | 34.6 (1.36)              | 42.4 (1.67)              | 43.2 (1.70)              | 23.5 (0.93)              | 17.7 (0.70)              | 13.4 (0.53)              | 42.8 (1.69)              | 30.5 (1.20)              | 36.4 (1.43)              | 45.0 (1.77)              | 391.8 (15.43)            |
| متوسط الأيام المثلجة (≥ 1 cm)     | 3                        | 3                        | 2                        | 1                        | 0                        | 0                        | 0                        | 0                        | 0                        | 0                        | 0                        | 2                        | 11                       |
| المصدر: Meoweather                |                          |                          |                          |                          |                          |                          |                          |                          |                          |                          |                          |                          |                          |

## السكان
| ذكور   | فئة عمرية     | إناث   |
| ------ | ------------- | ------ |
| 2٬479  | 85 سنة وأكثر  | 2٬610  |
| 3٬840  | 80 إلى 84 سنة | 3٬617  |
| 7٬611  | 75 إلى 79 سنة | 7٬193  |
| 10٬281 | 70 إلى 74 سنة | 10٬475 |
| 11٬912 | 65 إلى 69 سنة | 12٬304 |
| 13٬393 | 60 إلى 64 سنة | 13٬577 |
| 22٬833 | 55 إلى 59 سنة | 21٬353 |
| 28٬990 | 50 إلى 54سنة  | 27٬951 |
| 36٬017 | 45 إلى 49 سنة | 36٬252 |
| 40٬396 | 40 إلى 44 سنة | 40٬728 |
| 46٬734 | 35 إلى 39 سنة | 46٬805 |
| 60٬731 | 30 إلى 34 سنة | 58٬867 |
| 78٬193 | 25 إلى 29 سنة | 73٬823 |
| 90٬392 | 20 إلى 24 سنة | 86٬466 |
| 87٬369 | 15 إلى 19 سنة | 84٬269 |
| 75٬101 | 10 إلى 14 سنة | 72٬249 |
| 62٬700 | 5 إلى 9 سنوات | 61٬217 |
| 77٬222 | 0 إلى 4 سنوات | 73٬297 |
| 243    | غير معروف     | 495    |

## السياحة

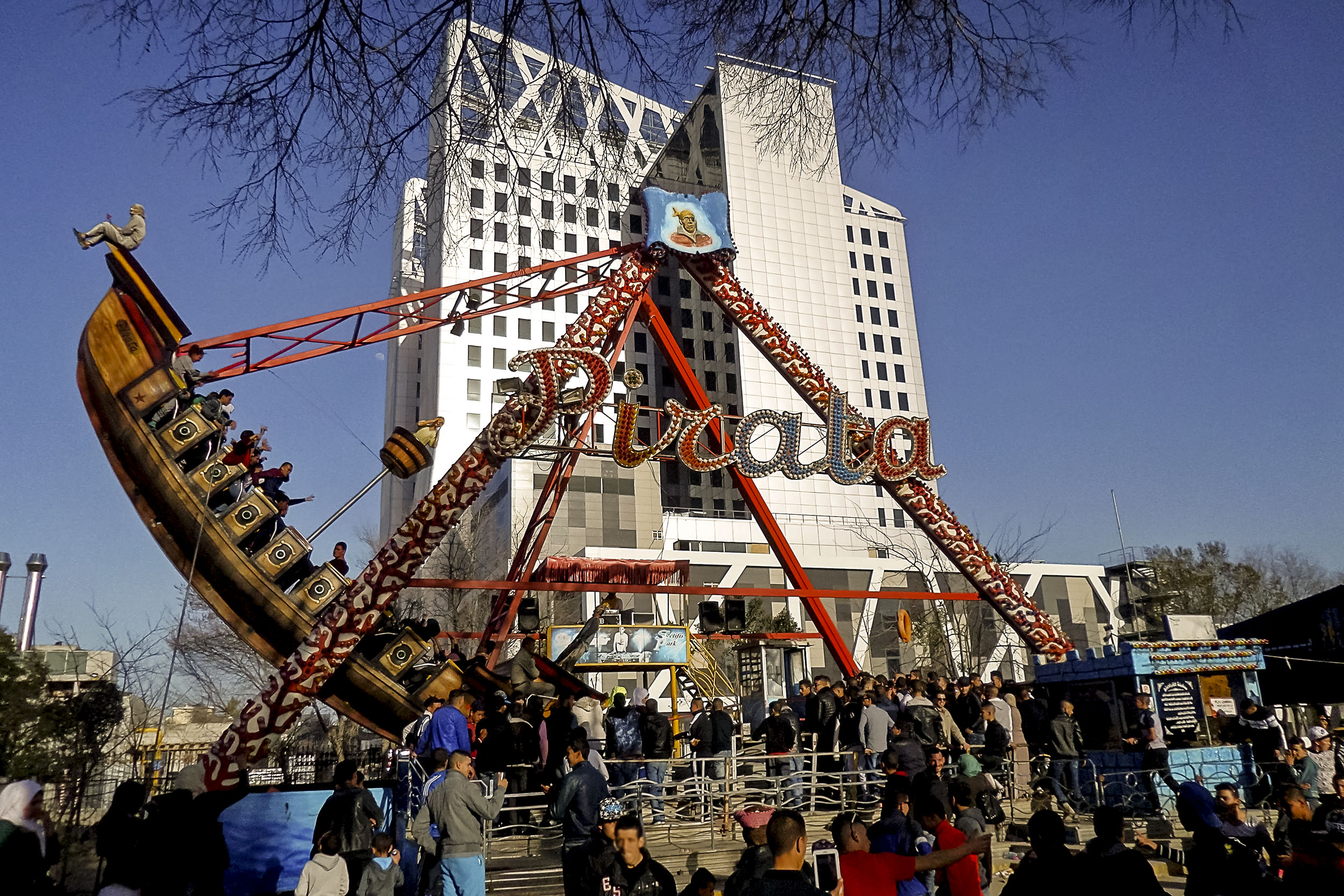
حديقة التسلية بسطيف

تعتبر بلدية سطيف، اليوم، من أهم المناطق السياحية نظرا لما تتميز به من آثار رومانية، المتواجدة بحديقة التسلية، كائنة بها، والآثار المتواجد في المناطق التابعة للولاية السطايفية، والقريبة من البلدية السطايفية، مركز ولاية سطيف، وعاصمتها، من مثل، الآثار رومانية، الموجودة بصرح جميلة، وغيره، وآثار فاطمية، من مثل، منطقة بني عزيز، كمطقة ايكجان، ومناطق أخرى كالمهدية، وغيرها، وآثار اسلامية أخرى، في مناطق متعددة من الولاية، ومن ضمنها، منطقة قجال، وحمامات معدنية، كحمام السخنة، وحمام قرقور، وحمام أولاد يلس، وحمام أولاد تبان، وكذلك حمام الصالحين بالحامة سطيف سطيف جنوبا المعروف بدرجة الحرارة العالية لمياهه المعدنية، كما تستقطب المدينة السواح، بشكل مستمر، وذلك بسبب النشاط التجاري، المكثف بالمنطقة، بالإضافة إلى الفعاليات الفكرية، والدينية، والثقافية...

## الاقتصاد
تتميز سطيف بتنوع الأنشطة الاقتصادية، الفلاحية منها بجميع أنواعها من الزراعة، وتربية المواشي، وغيرها، والصناعية، حيث ازدهرت بها، الصناعة بنوعيها، الخفيفة منها، والثقيلة، والتجارية، حيث نجد بلدية سطيف، مليئة بأسواق الجملة، كما تعرف، بأسواق التجزئة المميزة، التي يجد بها المستهلك، كل ما يحتاج إليه، ومراكز تجارية، قل مثيلها في الوطن الجزائري مثل المركز التجاري الذي دشن مؤخرا «بارك مول» وهو أكبر مركز تجاري في الجزائر حيث يحتوي على الكثير من المرافق وهو مركز تجاري عصري زاد مدينة سطيف جمالا...

## التعليم
يوجد في بلدية سطيف الكثير من المؤسسات التعليمية، من مدارس ابتدائية، ومتوسطة، وثانوية، ومؤسسات التعليم الحر، كمدارس التدريس عبر المراسلة، ومؤسسات التعليم الخاص، ومراغكز التعليم والتكوين المهني، كما يوجد بها جامعتين كبيرتين ،جامعة فرحات عباس، وجامعة محمد لمين دباغين، بالإضافة إلى المعاهد العلمية والمعرفية، ومؤسسات التعليم العالي، والتي تديرها مديرية التربية لولاية سطيف، التابعة لوزارة التربية والتعليم الجزائرية، وهي تخدم المواطنين الجزائريين، كما تخدم الوافدين من الوطن العربي، والدول الأفريقية.

### مدارس التعليم الابتدائي في سطيف
| - مدرسة بركات الزواوي - مدرسة قتال عمر - مدرسة محروقي الحواس - مدرسة بودور محمد - مدرسة محمد سواكير - مدرسة بولحية عبد القادر - مدرسة عباوي عبد الرحمان - مدرسة حاشمي حسين القديمة - مدرسة شنيتي عبد الرحمان - مدرسة سوالم بلقاسم - مدرسة العيد ميهادة - مدرسة دربال مبارك - مدرسة زناتي مخلوف - مدرسة بوشلاغم عبد الرحمن - مدرسة ميدوني الشريف - مدرسة احمد سالم بوزناد - مدرسة برارمة التونسي - مدرسة برارمة لخضر - مدرسة أوسلاتي احمد - مدرسة شمس الدين الحاج - مدرسة قرارية سليمان - مدرسة معماش السعيد - مدرسة عبد اللطيف مختار - مدرسة بوشنين عمار - مدرسة كريس يحيى - مدرسة صيود مسعود - مدرسة بن دريمع أحمد - مدرسة بلامي خضراء | - مدرسة موهبي الطاهر - مدرسة دالي بوجمعة - مدرسة محمد زيغم - مدرسة بوشلاغم الطاهر - مدرسة بارة السعيد - مدرسة الإخوة منصوري - مدرسة زاوي السعيد - مدرسة شلال لخضر - مدرسة بوركبة الخيرجي - مدرسة بوشارب روميلة - مدرسة تبيب محمد - مجمع مدرسي ب1 - مجمع مدرسي ب2 - مدرسة مجاوري محمد - مدرسة العربي التبسي - مدرسة عبد الوهاب خبابة - مدرسة محمد البشير الإبراهيمي - مدرسة لحسن بوقرة - مدرسة الشيخ عبد - مدرسة عقبي أحمد - مدرسة عمارجية عباس - مدرسة مدور علي - مدرسة زياد عبد العزيز - مدرسة بن يحيى البشير - مدرسة الحاج محمد بوبريمة - مدرسة قنيفي محمد - مدرسة بوبريمة مسعود - مدرسة بن باديس | - مدرسة بن معيزة محمد الصغير - مدرسة صفاقسي محمد الصالح - مدرسة قصاب البشير - مدرسة مروش محمد - مدرسة لوعيل عيسى - مدرسة بلعيد محمد - مدرسة فلاحي العمري - مدرسة عبيد علي - مدرسة حربوش ميلود - مدرسة بوقصة عبد القادر - مدرسة حسان بلخير - مدرسة بلة ميلود - مدرسة صغاغرة الساعد - مدرسة بودهان عبد المجيد - مدرسة الساسي لمعوش - مدرسة عقيل محمد - مدرسة سوالمي مبارك - مدرسة محمدي صالح - مدرسة الإخوة شمس الدين - مدرسة كتفي إسماعيل - مدرسة عبد المجيد سلمان - مدرسة عبد الله تشير - مدرسة الإخوة برناوي - مدرسة لبصير عبد المجيد - مدرسة حرافة علي - مدرسة شوف لكداد الجديدة د1 - مدرسة عين الطريق الجديدة د1 - مدرسة مجمع مدرسي جديد الهضاب د1 - مدرسة مجمع مدرسي جديد finpos الهضاب د |

### مدارس التعليم المتوسط في سطيف
| - متوسطة عبد الحميد بلعطار - متوسطة عميرة عبد الحميد - متوسطة مليكة خرشي - متوسطة عبد العزيز بكوش - متوسطة حسان عجاتي - متوسطة علام منصور - متوسطة محمد خميستي - متوسطة ابن محمود محمود - متوسطة زيغمي العمري - متوسطة زروقي خيرة | - متوسطة احمدة بن معيزة - متوسطة الصادق الطرابلسي - متوسطة حليتيم علي - متوسطة محمد صفي الدين - متوسطة ابن رشد - متوسطة 08 ماي 1945 - متوسطة أبو بكر الرازي - متوسطة لعابد محمد - متوسطة عائشة أم اللمؤمنين - متوسطة محمد صالح بلعباس - متوسطة عيسى كوحيل | - متوسطة قارة البشير - متوسطة 20 أوت 1955 - متوسطة الشقيقين أحمدين - متوسطة عين الطريق - متوسطة شلحي المكي - متوسطة زروال رابح - متوسطة شادلي لخضر - متوسطة شوف لكداد - متوسطة سعادنة العياشي - متوسطة قارة الجديدة - متوسطة الهضاب ق 6 |

### مؤسسات التعليم الثانوي في سطيف
| - ثانوية مليكة قايد - ثانوية فاطمة الزهراء - ثانوية محمد قيرواني - ثانوية المعز لدين الله - ثانوية ابن رشيق | - ثانوية صالح بن عليوي - ثانوية ابن خلدون - ثانوية عمر حرايق حي ولد براهم - ثانوية أبو بكر قراوي - ثانوية احمد الزهراوي - ثانوية الباز 1000 مقعد | - ثانوية كاتب ياسين - ثانوية مالك بن نبي - ثانوية عين الطريق - ثانوية شوف لكداد الجديدة - ثانوية قاوة الجديدة - ثانوية عمار مرناش حي يحياوي |

## النشاطات والفعاليات الفكرية والدينية والثقافي

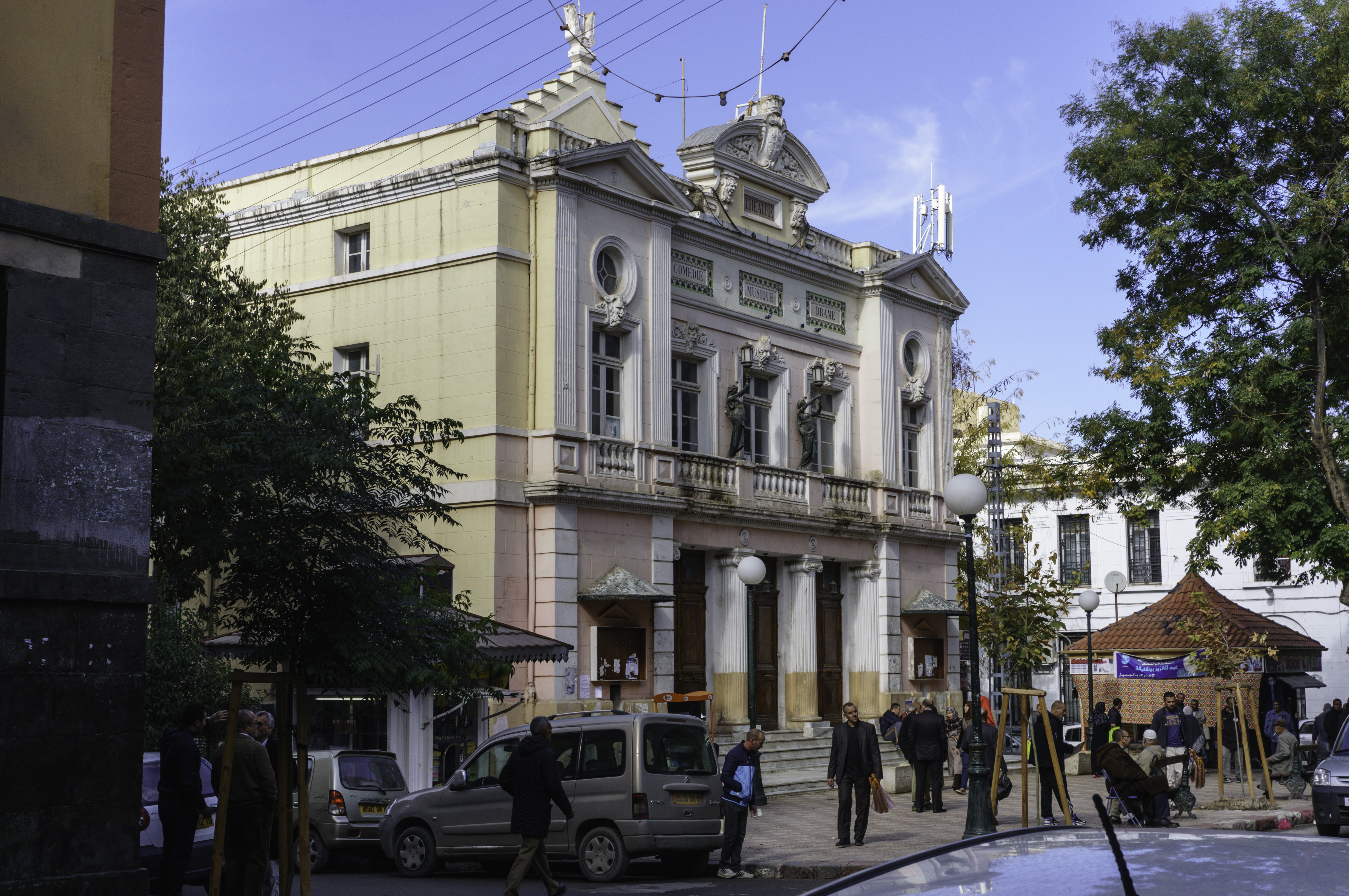
المسرح

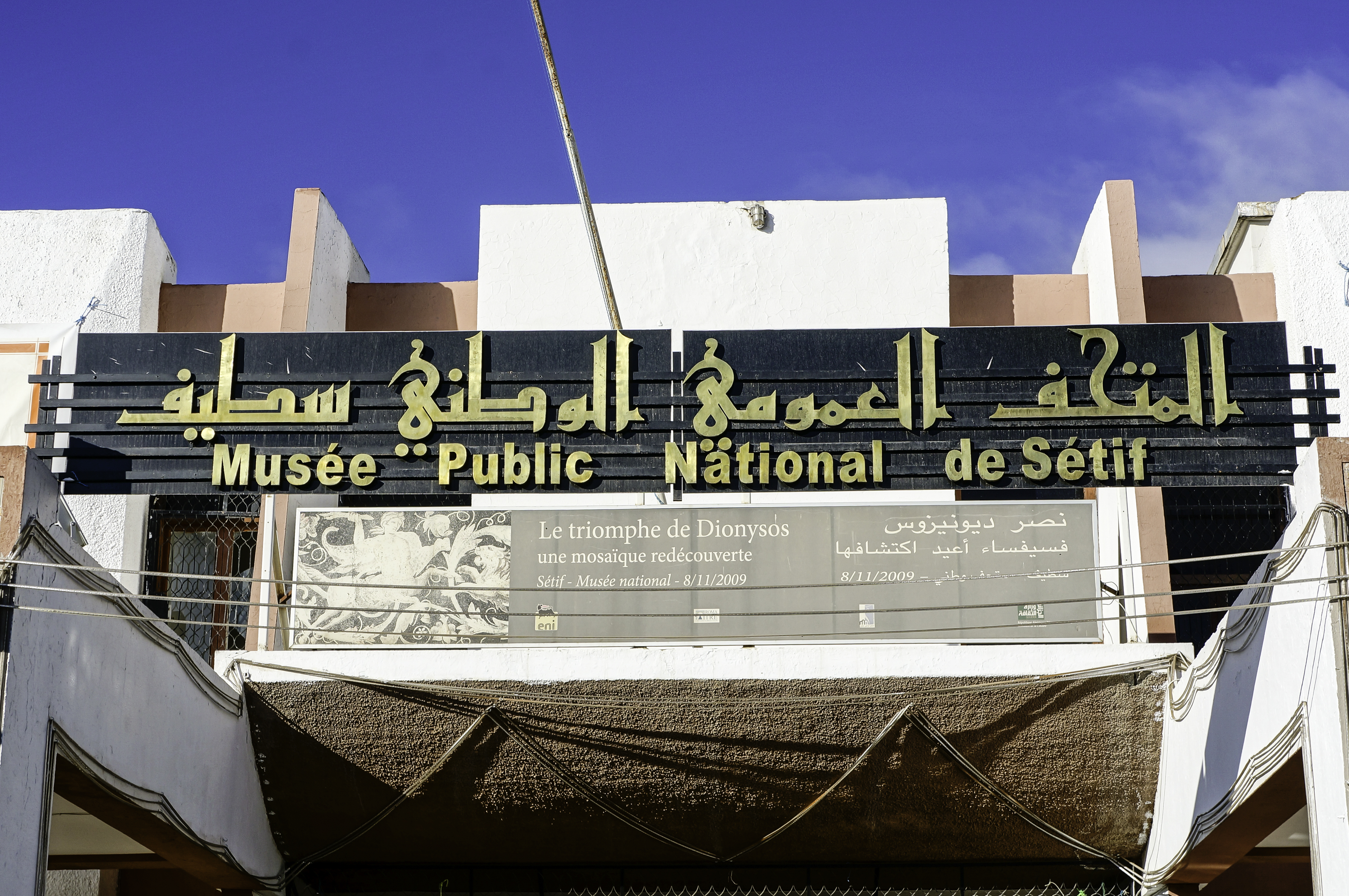
المتحف

تعتبر مدينة سطيف مركزاً للفعاليات، والنشاطات، الفكرية، والدينية، والثقافية
من الأسماء الثقافية والأدبية المعروفة حاليا والتي تنتمي إلى منطقة سطيف:
- عبد العزيز غرمول روائي
- الخير شوار روائي
- كمال قرور
- عاشور فني شاعر

## مساجد البلدية

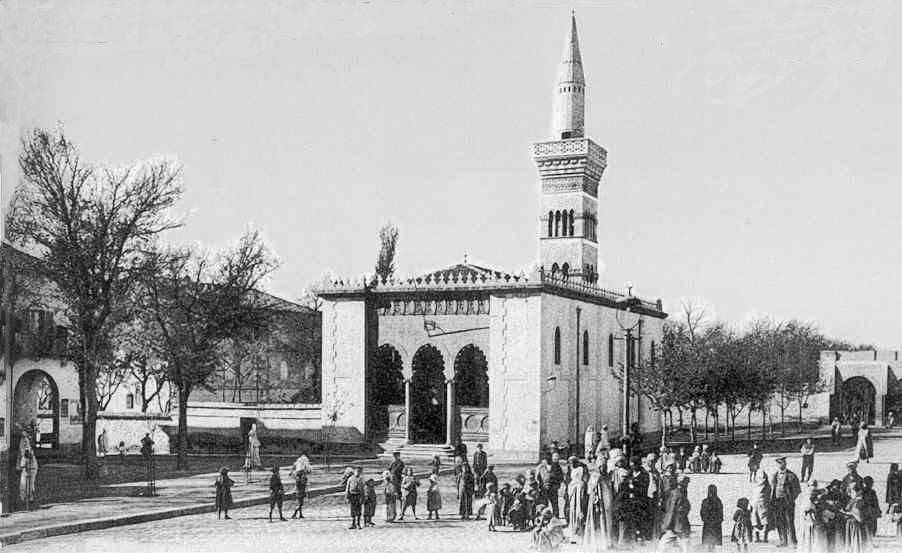
صورة قديمة لمسجد العتيق ب مدينة سطيف

تتوفر مدينة سطيف على عدد كبير من المساجد، ومن أهمها :
| - مسجد بلال بن رباح الحبشي - (شيمينو) - مسجد حمزة بن عبد المطلب - حي عين تبينت - مسجد السلام - الحي الإداري (عين تبينت) - المسجد العتيق - وسط المدينة أمام فندق الربيع - مسجد محمد الشريف التلمساني - حي بيرڤاي - مسجد الكوثر - حي 600 مسكن - مسجد خالد بن الوليد (لمطاعي) - طانجة - مسجد فضيل الورثلاني - بومرشي - مسجد مالك بن نبي (القاريطة - طانجة) حي يحياوي - مسجد السبطين - المعبودة - مسجد صلاح الدين الايوبي - القصرية - مسجد عبد الحميد بن باديس - وسط المدينة - مسجد عمر بن عبد العزيز - حي بوعرة - المجمع السكني 150 مسكن - مسجد أبو بكر الصديق - لحشامة (حي حشمي) | - مسجد الهدى حي - الهضاب - مسجد أسامة بن زيد - حي الهضاب - مسجد الامام محمد الغزالي - لحشامة (حي حشمي) - مسجد أبو عبيدة عامر بن الجراح - حي 1014مسكن - مسجد الغزالي - لعرارسة - مسجد أنس بن مالك - حي اولاد براهم - مسجد أبو ذر الغفاري - حي لانغار (حي محطة سكة الحديد) - مسجد عماربن ياسر (البدر) - بخوش طانجة (حي يحياوي) - مسجد سلمان الفارسي - (الراسيدور) سوڤ المغرب - مسجد البشير الابراهيمي - بيزار - مسجد الاصبغ بن نباتة - حي القصرية - مسجد العباس بن عبد المطلب - حي السفيهة | - مسجد أحمد حماني حي السفيهة - مسجد صهيب بن سنان الرومي - حي بيلار - مسجد التقوى - حي بيلار - مسجد الفرقان حي بوسكين - مسجد الشيخ بوعمامة - حي بيلار، وراء حي الطلاينة - مسجد عمر بن الخطاب (المهدي) - مسجد المقداد بن الأسود - حي 300 مسكن - مسجد الرحمة - حي الابراج - مسجد القدس - حي فارماتو - مصلى لانغار (حي محطة سكة الحديد) - مصلى الجامعة - حي الباز |

## النقل والمواصلات
تعد سطيف من أكبر المدن الجزائرية وتعد ثاني أكبر مدينة من حيث عدد السكان بعد الجزائر العاصمة بعدد سكان يناهز ثلاث ملايين نسمة، وتمتلك شبكة طرق واسعة طولها 3131 كلم منها 600 كلم وطنية، و516 كلم طرق ولائية، و2015 كلم طرق بلدية لذا من الطبيعي أن تتوفر على أجهزة مواصلات متنوعة لتلبية حاجات سكانها، فهناك سيارات الأجرة والحافلات العمومية منها والخاصة، وهناك قطاع السكك الحديدية أو القطار، وأيضا المطار المعروف باسم مطار 8 ماي 1945 م، ومستقبلا سيتم الانتهاء من إنشاء ترامواي سطيف إن شاء الله، والذي من المقرر أيضا أن يكون أطول خط ترامواي في الجزائر بطول يناهز 22,4 كم.

### النقل البري
تتميز سطيف بوجود شبكة مواصلات برية ضخمة، متمثلة في شبكة طرق سريعة، إضافة إلى أسطول ضخم من الحافلات الكبيرة، والصغيرة، وسيارات الأجرة الصفراء وغيرها، ونقل سكة الحديد، كما تعرف مشروع ترامواي سطيف....

### الحافلات

#### نقل المسافرين (حافلات)
تتميز سطيف بوجود شبكة حافلات ضخمة لنقل المسافرين، وهذا الأسطول الضخم من الحافلات المتمثلة في حافلات تابعة لشركات خاصة، وأخرى تابعة لمؤسسات حكومية، وتنقسم إلى قسمين، قسم منها يعمل داخل ولاية سطيف، يعني يعمل على نقل المسافرين بين بلديات ودوائر ولاية سطيف، وقسم الآخر يعمل على نقل المسافرين بين ولاية سطيف، وباقي ولاية الوطن الجزائري الحبيب...

#### النقل الحضري (حافلات)
تعد حافلات النقل الحضري الصغيرة منها والكبيرة، من أهم وأكثر وسائل المواصلات استعمالا في مدينة سطيف وذلك لكبر المدينة وكبر عدد سكانها، وتنقسم إلى نوعين: حافلات خاصة وهي الأكثر عددا، وكذلك الحافلات الحكومية، سعر التذكرة : 15 دينار في كلا النوعين.

#### الحافلات الخاصة
- الخط رقم : (2)

محطة نقل المسافرين (SNTV) > حي المعبودة > حي الأسوار (Les Remparts) > وسط المدينة (محطة قصاب) > حي محطة القطار (La Gare) > حي الشيمينو (Chimino) > حي سينيسطال (Sinestal) > حي طانجة > حي مسكن 1006 > حي لحشامة > حي الهضاب.
- الخط رقم : (3)

محطة نقل المسافرين (SNTV) > حي المعبودة > حي الاسوار (Les Remparts) > وسط المدينة (محطة قصاب) > حي طانجة > حي مسكن 1006> حي لحشامة > حي الهضاب.
- الخط رقم : (4)

محطة نقل المسافرين (SNTV) > حي المعبودة > حي الاسوار (Les Remparts) > وسط المدينة (محطة قصاب) > حي 600 مسكن > حي لعرارسة > حي مسكن 500 > حي لحشامة > حي 1006 مسكن.
- الخط رقم : (6)

محطة نقل المسافرين (SNTV) > حي المعبودة > حي الاسوار (Les Remparts) > وسط المدينة (محطة قصاب) > حي محطة القطار (La Gare) > حي الشيمينو (Chimino) > حي دلاس (الشطر الثاني) > حي اولاد براهم > حي 1014 مسكن > حي 400 مسكن > حي SNTR.
- الخط رقم : (7)

الأحياء التي يمر عليها :
محطة نقل المسافرين (SNTV) > مركز الإقامة الجامعية إناث (SAMOU) > بيرغاي (Piére Gay) > السوق الشعبي بيرغاي > حي بيزار (Bizare) > حي سوناطراك > حي بومرشي (Bomarchi) > حي CNEP > الشيمينو (Chimino) > حي دلاس (الشطر الثاني والثالث) > حي 1014 مسكن > حي 400 مسكن > حي الهضاب.
- الخط رقم : (8)

محطة نقل المسافرين (SNTV) > حي المعبودة > حي الاسوار (Les Remparts) > وسط المدينة (محطة قصاب) > حي محطة القطار (La Gare) > حي الشيمينو (Chimino) > حي عين تبينت (Tbinet) > حي الابراج (Les Tours) > حي 1014 مسكن > حي 400 مسكن.
- الخط رقم : (9)

محطة نقل المسافرين (SNTV) > حي المعبودة > حي الاسوار (Les Remparts) > وسط المدينة (محطة قصاب) > حي محطة القطار (La Gare) > حي الشيمينو (Chimino) > حي دلاس (الشطر الثاني) > حي 1014 مسكن > حي 400 مسكن > حي 200 مسكن.
- الخط رقم : (16)

محطة نقل المسافرين (SNTV) > حي المعبودة > حي الاسوار (Les Remparts) > وسط المدينة (محطة قصاب) > حي 600 مسكن > حي كعبوب > حي بوسكين > حي الشيخ العيفة (Farmatou).
- الخط رقم : (18)

جامعة فرحات عباس > محطة نقل المسافرين (SNTV) > مركز الإقامة الجامعية إناث (SAMOU) > بيرغاي (Piére Gay) > السوق الشعبي بيرغاي > وسط المدينة (محطة قصاب) > حي محطة القطار (La Gare).
- الخط رقم : (20)

حي شوف لكداد > محطة نقل المسافرين (SNTV) > حي المعبودة > حي الاسوار (Les Remparts) > وسط المدينة (محطة قصاب) > حي محطة القطار (La Gare)
- الخط رقم : (21)

محطة نقل المسافرين (SNTV) > مركز الإقامة الجامعية اناث (SAMOU) > بيرغاي (Piére Gay) > السوق الشعبي بيرغاي > حي بيزار (Bizare) > حي سوناطراك > حي بومرشي (Bomarchi) > عين الطريق
- الخط رقم : (22)

محطة نقل المسافرين (SNTV) > حي المعبودة > حي الاسوار (Les Remparts) > وسط المدينة (محطة قصاب) > حي محطة القطار (La Gare) > حي الشيمينو (Chimino) > حي عين تبينت (Tbinet) > حي الابراج (Les Tours) > الحاسي
- الخط رقم : (54)

حي عين السفيهة (Sfiha) > حي مسكن > حي بيزار (Bizar) > السوق الشعبي بيرغاي (piére Gay) > وسط المدينة (محطة قصاب) > حي 600 مسكن > حي كعبوب > حي بوسكين
- الخط رقم : (59)

حي750 مسكن > المستشفى > حي الاسوار (Les Remparts) > السوق الشعبي بيرغاي (piére Gay) > حي بيزار (Bizar) > حي سوناطراك > السوق الاسبوعي للسيارات

#### الحافلات الحكومية
- الخط رقم : (102)

محطة نقل المسافرين (SNTV) > حي المعبودة > حي الاسوار (Les Remparts) > وسط المدينة (محطة قصاب) > حي محطة القطار (La Gare) > حي الشيمينو (Chimino) > حي عين تبينت (Tbinet) > حي الابراج (Les Tours) > حي 1014 مسكن > حي لحشامة > حي الهضاب

### سيارات الأجرة (تاكسي)
تتميز سطيف بوجود شبكة ضخمة لسيارات الأجرة (تاكسي) وتنقسم إلى ثلاثة أقسام: قسم منها يعمل داخل بلدية سطيف، ما يسمى بالنقل الحضري، والقسم الثاني يعمل على نقل المسافرين بين بلديات، ودوائر ولاية سطيف، وقسم الآخر يعمل على نقل المسافرين بين ولاية سطيف، وباقي ولاية الوطن الجزائري.

### النقل بالسكك الحديدية
تقع محطة القطار المركزية لولاية سطيف وسط مدينة سطيف، في الحي الذي يحمل نفس الاسم، (حي محطة القطار)، ويقدر عمرها حوالي
118 سنة (1897-2015)، وقت الاتفاق على بنائها كان أثناء الاجتماع البلدي للمدينة سنة 1877، وقرر الاجتماع أن يكون بناء المحطة كوسيلة للاحتفال اللائق لوصول القطار وقت الانتهاء من عملية البناء سنة 1897. تقع المحطة في الخط الجزائر - قسنطينة الممثل بالرمز (ALGER-CONSTANTINE) (AC)، توجد خمسة (5) رحلات، ثلاثة (3) منها إلى الجزائر العاصمة، واحدة (1) إلى قسنطينة، وواحدة (1) إلى عنابة كما يوميا يصل إلى محطة سطيف ما يقارب اثني عشر قطارا (12) محملين بالبضائع من مختلف الجهات.

### ترامواي سطيف

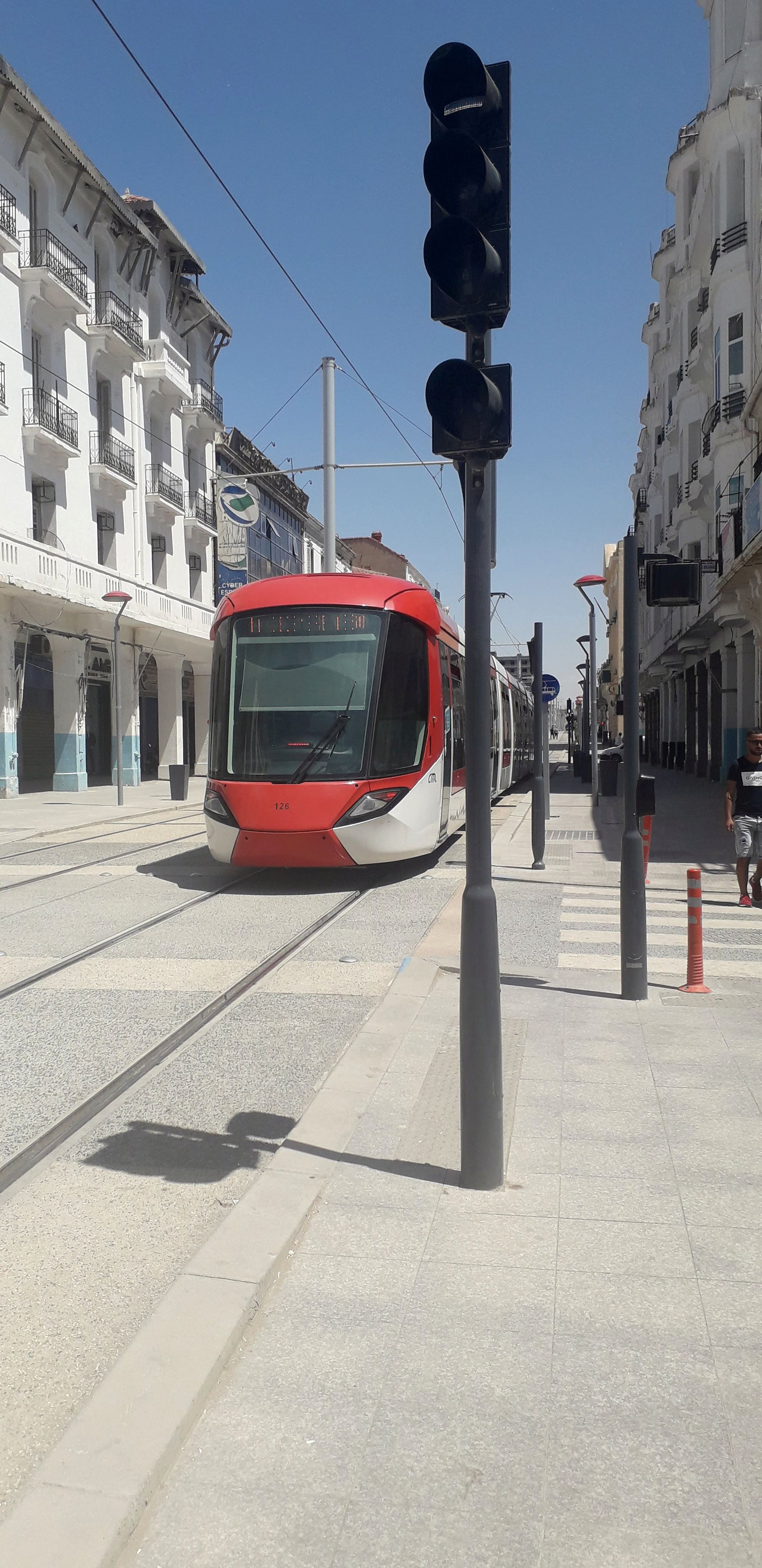
ترامواي سطيف

يعتبر سادس خط ينجز في الجزائر بعد كل من خطوط الجزائر وهران قسنطينة سيدي بلعباس وورقلة، تم افتتاح الخط في 8 مايو 2018، تمتد الخطوط كما يلي : الخط الأول على مسافة 15,2 كلم، ويشمل 26 محطة كلها بأسماء تاريخية يربط ما بين جامعة سطيف 1 فرحات عباس (قطب الباز)، الجامعة المركزية، ملعب 08 مايو 1945، محطة نقل المسافرين، وسط المدينة، الأحياء الشرقية من المدينة، وخط ثاني لم ينجز بعد، المنطقة الصناعية 1 و2 و3، حي بيزار وباب بسكرة ووسط المدينة.

### النقل الجوي
يخدم مدينة سطيف مطار سطيف - 8 ماي 1945 (إياتا: QSF، إيكاو: DAAS)، وهو مطار دولي، ويبعد عن وسط سطيف ب 10 كلم. وتبلغ الطاقة الإستيعابية للمطار 200 ألف مسافر سنويا. كما يتوفر المطار على موقف للسيارات تبلغ طاقته الإستيعابية 266 سيارة.

## الرياضة
تتميز بلدية سطيف، بكثافة النشاطات الرياضية، بشتى أنواعها، ويوجد في البلدية السطايفية، الكثير من النوادي الرياضية، العريقة، والمشهورة، التي تمتلك فروع، في شتى أنواع، الألعاب الرياضية، كما تمتلك البلدية، مركب 8 ماي 1945 الرياضي، وقرية الباز الرياضية، الفريدة من نوعها في القطر الجزائري....

### الألعاب الرياضية
كرة القدم، كرة اليد، الكرة الطائرة، كرة الماء، كرة السلة، كرة الطاولة (تنس الطاولة)، كرة المضرب (التنس)، كرة القدم الخماسية، كرة القاعدة، ألعاب القوى، السباحة، الكاراتيه، كونغ فو، تايكوندو، الفول كونتاكت، آيكيدو (الآيكيدو)، المبارزة، الملاكمة، ورياضة الشطرنج العقلية....

### كرة القدم
تمثل كرة القدم في بلدية سطيف أهمية بالغة وتلقى متابعة من طرف السكان خصوصاً لفريق وفاق سطيف. حيث يحتل المراتب الأولى رياضيا، وقد فاز عدة مرات بكأس الجزائر، وألقاب قارية، ودولية...
ومن أهم أندية كرة القدم في بلدية سطيف
- الوفاق الرياضي السطايفي، ناد رياضي جزائري يملك عدة فروع أهمها فرع كرة القدم، أسسه علي بن عودة الملقّب ب«لاياص» في سنة 1958، في مدينة سطيف بالجزائر. فريق كرة القدم يلعب في البطولة الوطنية الجزائرية.

يعتبر وفاق سطيف من أكبر وأرقى الفرق الجزائرية والعربية حيث يعتبر الفريق الجزائري الوحيد المتحصل على الكأس أفروآسيوية ودوري أبطال العرب. وهو الفريق رقم واحد في الشرق الجزائري.
حمل الوفاق تسمية الوفاق الرياضي السطايفي E.S.S من 1960 إلى 1977، أين أصبحت تسميته وفاق نفط سطيف E.P.S حتى 1984، ثم وفاق بلاستيك سطيف وبنفس الرمز الفرنسي E.P.S حتى 1988، حينما توج بالكأس الإفريقية واسمه وفاق سطيف E.S.S، وبعد سنة 1990، استعاد تسميته الشرعية الوفاق الرياضي السطايفي E.S.S.
وإذا كان أغلبية الناس يعتبرون أن حمل الأسود جاء حزنا على مأساة 08 ماي 1945، إلاّ أن الفقيد علي لاياص، ذكر في كتاب حميد فرين «الوفاق وأسطورة النفس الثاني» أنه في إحدى اللقاءات في ملعب برج غدير، كانت عناصر الوفاق تلبس الأخضر والأبيض ودخلت عساكر المستعمر إلى الملعب، وأوقفت الجميع في الاستعداد، من أجل تفتيش وثائقهم، ووجهت ملاحظات عنيفة للسطايفية على حملهم الأخضر والأبيض وتم بعدها اختيار الأسود حزنا على ضحايا 8 ماي.
سبتمبر 1961: قصة «الوفاق ـ عريبي» بدأت في تونس وفي دورة شارك فيها الوفاق في تونس يومي 15 و16 سبتمبر 1961، وفاز في النهائي على مستقبل المرسى التونسي (4 - 2) (المرسى هو صاحب آخر كأس لتونس على حساب الملعب التونسي)، وكان من بين الذين حضروا اللقاء الجزائري بل السطايفي من نوع خاص اسمه مختار عريبي الذي تعرف على الوفاق وتعرف عليه الوفاق في تونس، وبدأت قصة حب طويلة «الوفاق ـ عريبي» دامت حتى وفاته في 04 سبتمبر1989.
- الاتحاد الرياضي لمدينة سطيف.بالفرنسية (Union sportive Madinat Sétif)، اختصار الاسم (U.S.M.S)، اسس يوم الأحد 12 فيفري (فبراير، شباط) سنة 1933 ميلادي، الموافق لـ 18 شوال عام 1351 هجري، مؤسسها، الرئيس الأسبق للجمهورية الجزائرية الديمقراطية الشعبية، فرحات عباس، وكان البشير الإبراهيمي من الذين ساهمو في تأسيس الفريق، وهو من وضع ألوان النادي.و طوره علي بن عودة المدعو بالشيخ لاياص
- الملعب الأفريقي السطايفي، (باللغة الفرنسية : Stade Africain Sétifien)، اختصار الاسم (S.A.S)، هو ناد رياضي جزائري، وثاني فريق لكرة القدم اسس في مدينة سطيف، تأسس يوم السبت 20 سبتمبر (ايلول) من سنة 1947 ميلادي ٬ الموافق لـ 6 من شهر ذو القعدة الحرام عام 1366 هجري، أنجب لاعبين أفذاذ صنعوا أمجاد الكرة الجزائرية مثل مختار لعريبي – وعبد الحميد كرمالي و- كوسيم – وخوشي – ولونيس ماتام وغيرهم.. وهو الذي قدّم 47 شهيدا، في سبيل تحرير الجزائر الحبيبة...عرف هذا الفريق، بكتيبة الشهداء، والذي ارتبط اسمه بالثورة الجزائرية المجيدة، فعلاقة الفريق بالحركة الثورية، تجاوزت حدود اللعب من اجل الكؤوس، والالقاب، بقدر ما كان يمثل أحد الدعائم الأساسية، التي تمرر عبرها رسائل ثورية، من اجل الثورة والثوار - انه فريق الملعب الأفريقي الرياضي السطايفي sas

## صور عن مدينة سطيف

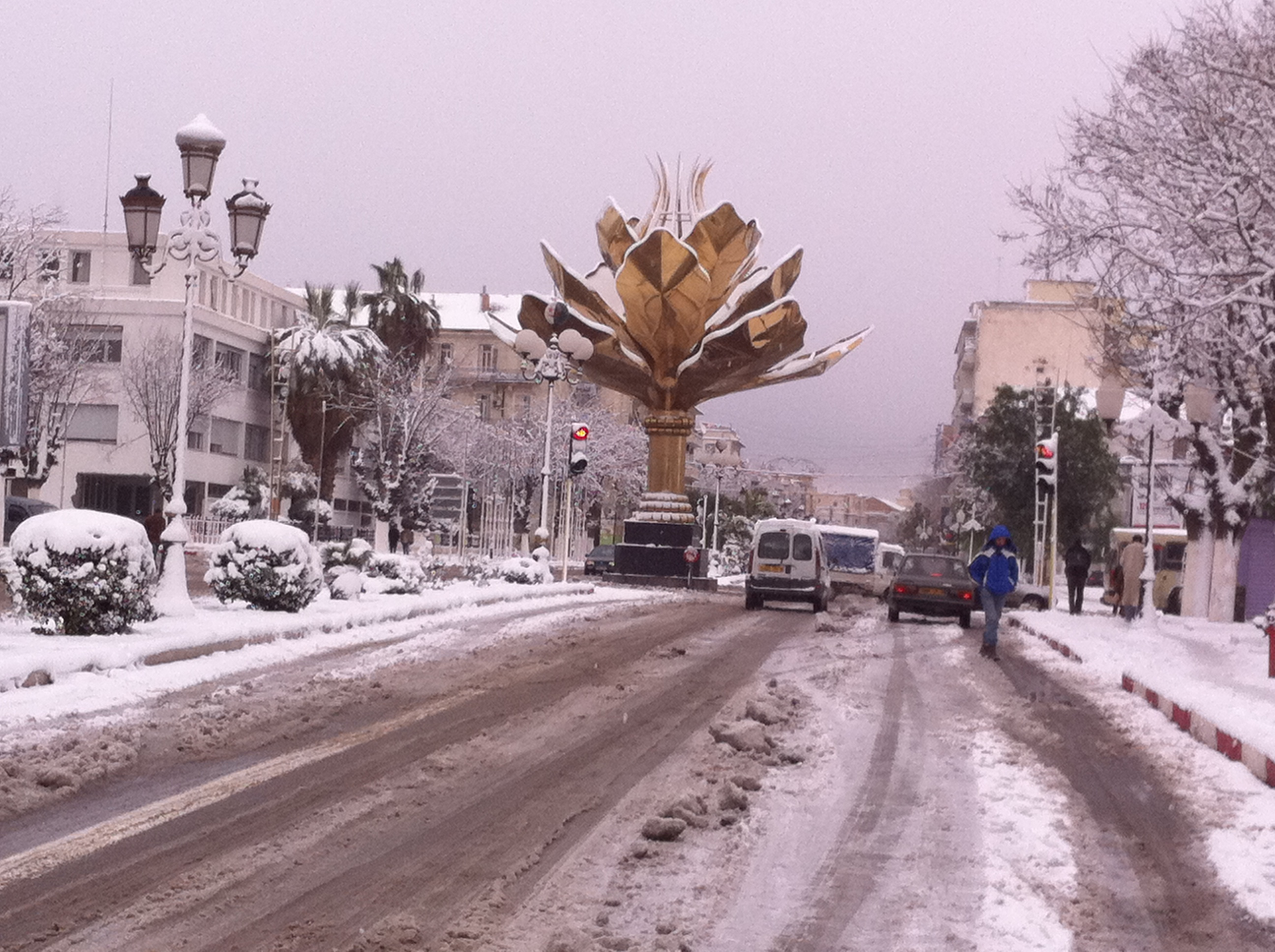
زهرة اللوتس وسط المدينة في الخلف عن اليسار مقر الولاية قبل اننشاء خط الترامواي
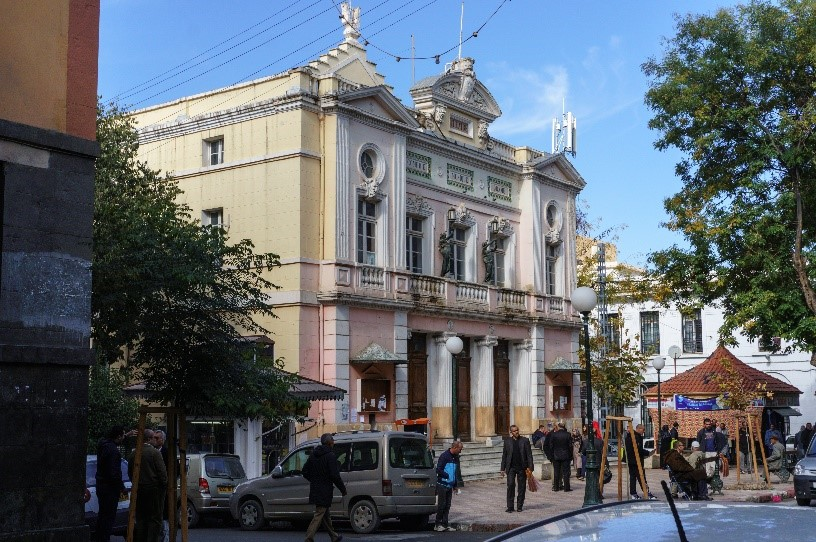
المسرح
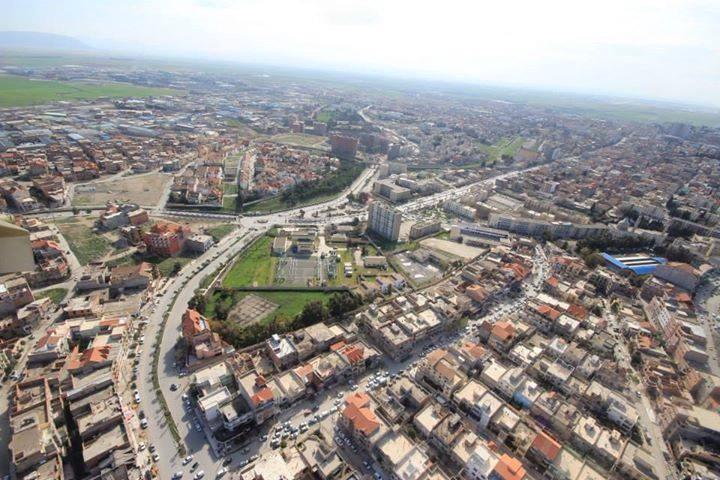
حي بوعروة
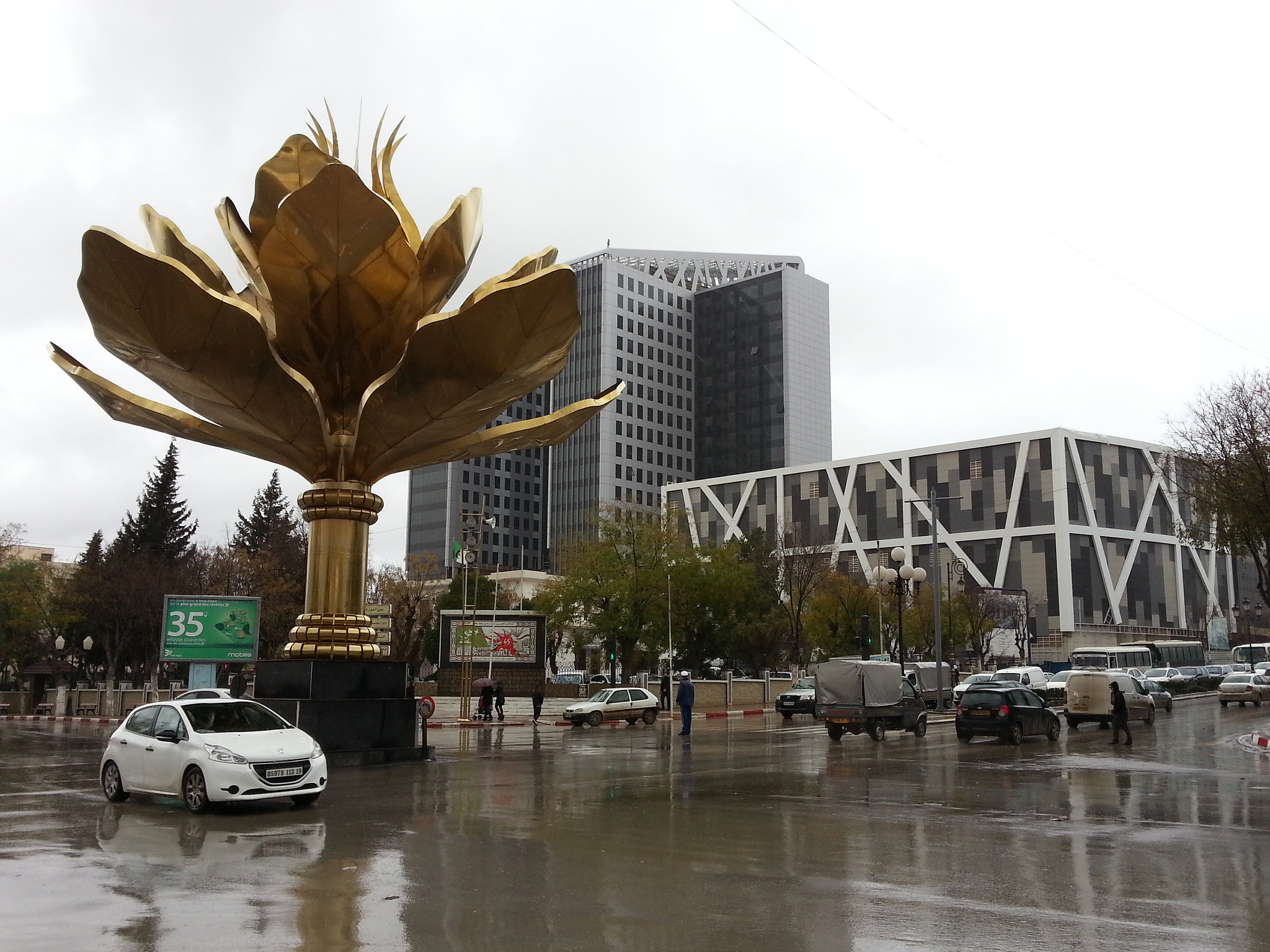
بارك مول في الخلف
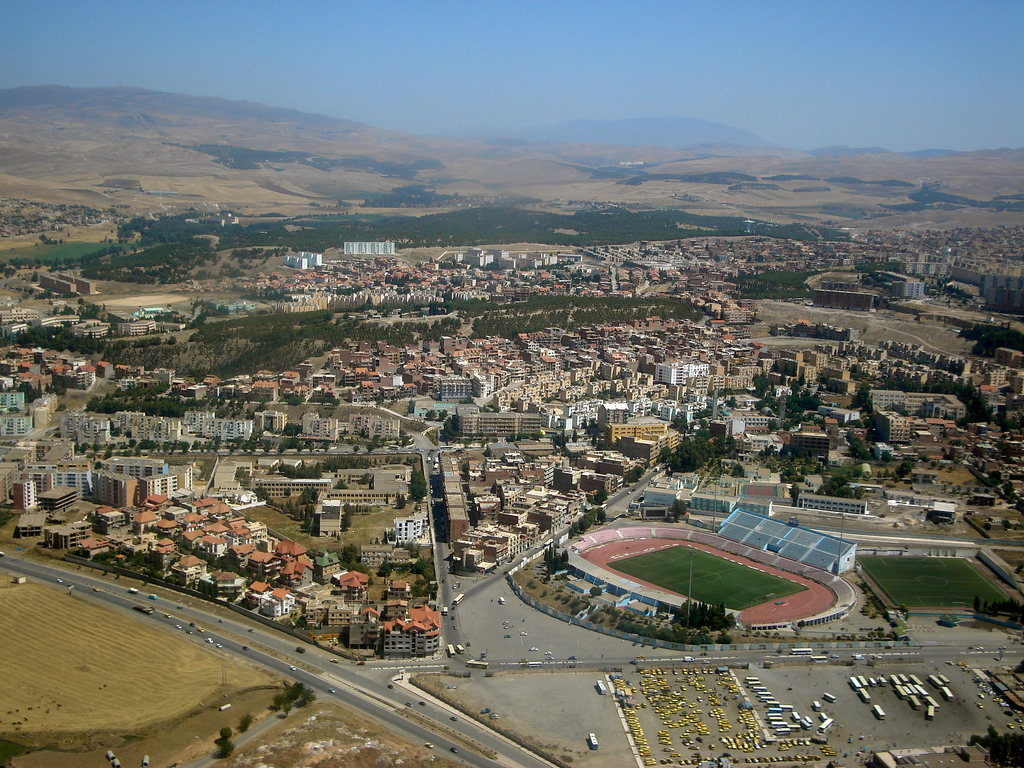
منظر جوي
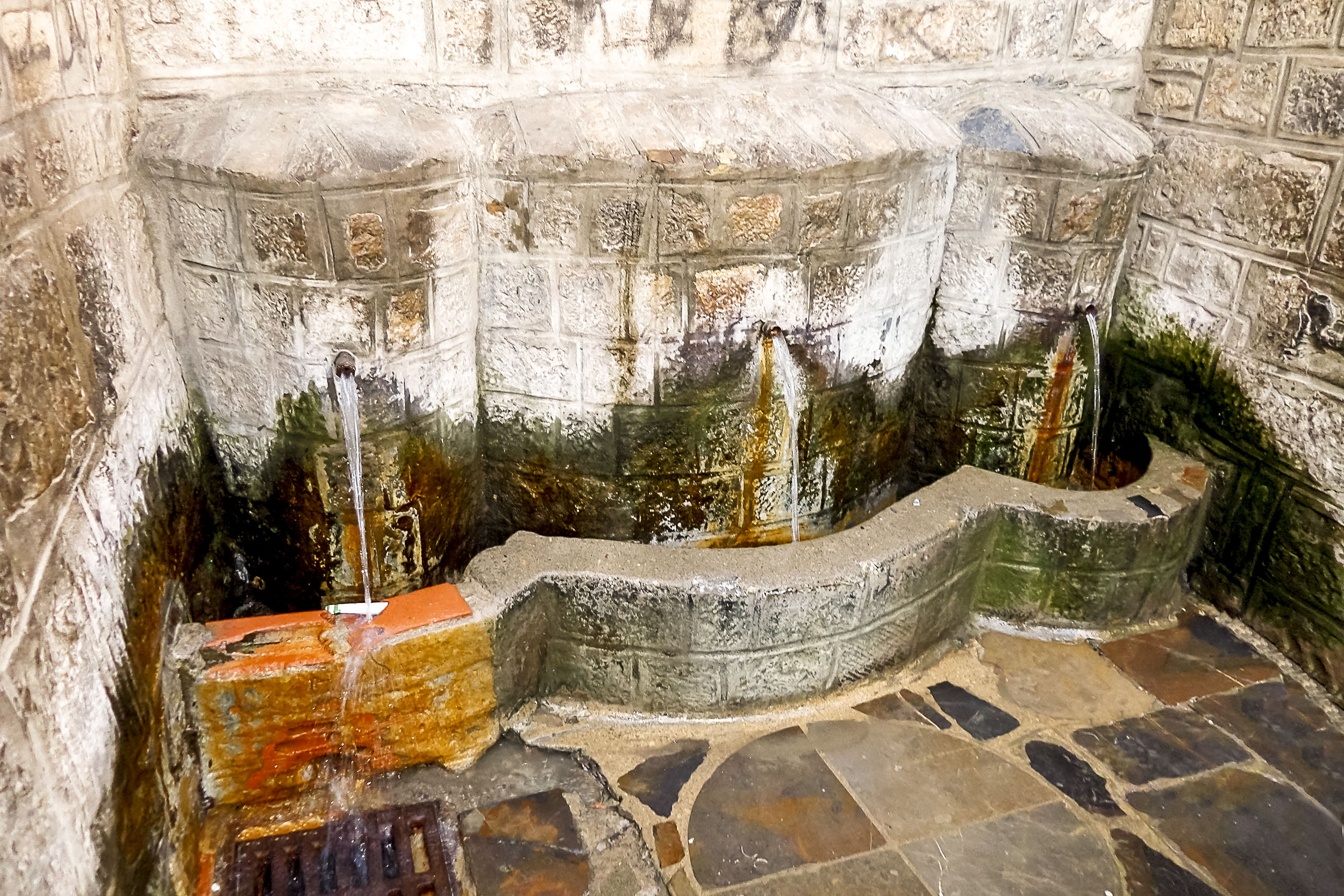
عين الدروج
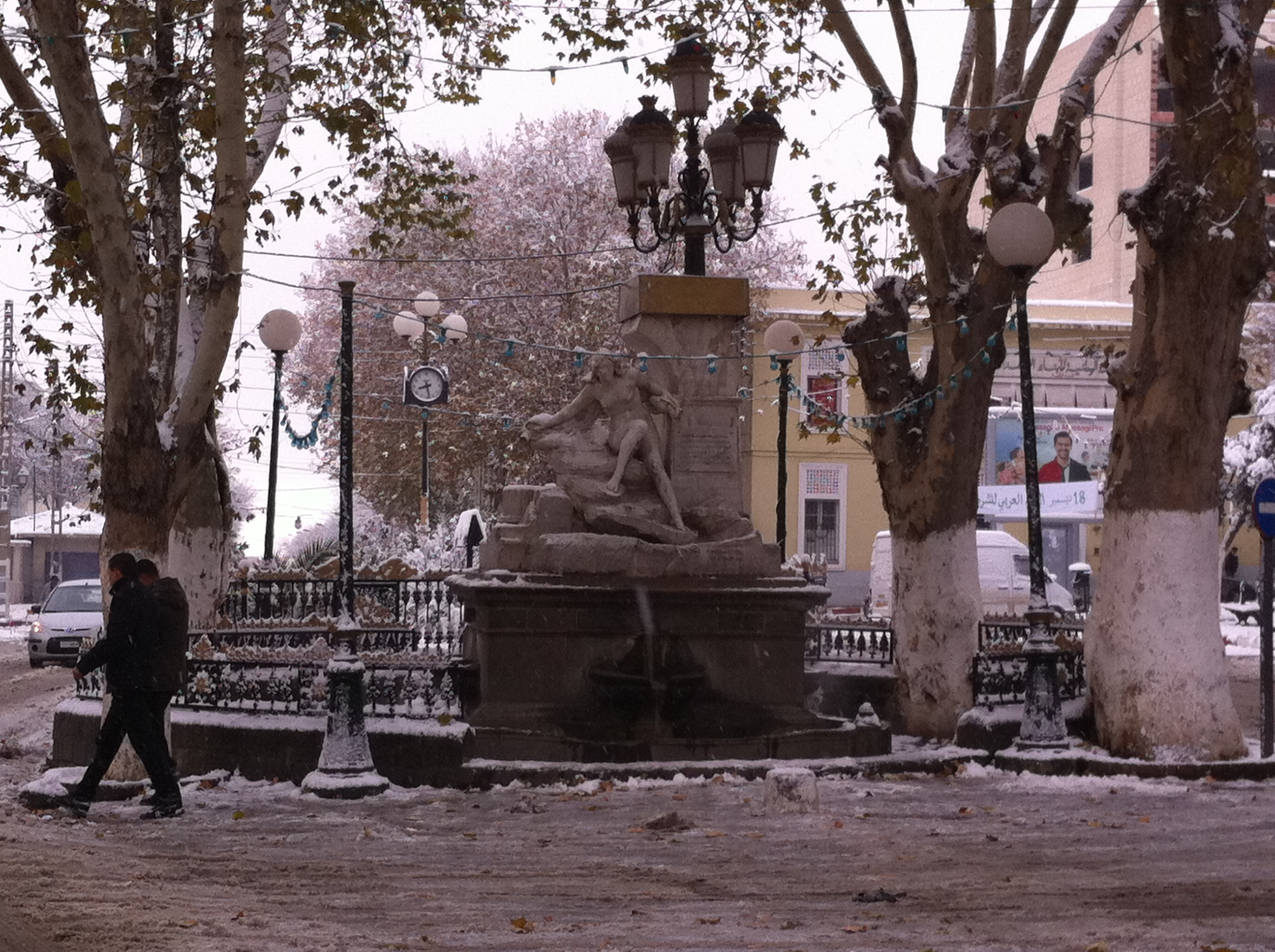
عين الفوارة

## وصلات خارجية
- الموقع الرسمي لإذاعة الهضاب: استمع إلى البث الحي هنا.
- الموقع الرسمي للولاية.
- سطيف نيوز  - عربي، فرنسي، إنجليزي
- سطيف انفو  - عربي، فرنسي
- السطايفي - سطيف الجزائر - فرنسي
- المرأة السطيفية - الجزائر - فرنسي
- سطيف نت - عربي، فرنسي، أمازيغي
- سطيف - فرنسي

## الملاحظات
1. ↑  التي معناها التُربة السوداء بالأمازيغية